# Église rouge d'Olomouc
L'Église rouge (en tchèque : Červený kostel) est une ancienne église protestante d'Olomouc, en République tchèque.
L'église a été construite en 1901-1902 par l'architecte allemand Max Löwe. Elle a été utilisée par la congrégation protestante de langue allemande de l'Église évangélique allemande en Bohême, en Moravie et en Silésie. Après la Seconde Guerre mondiale, les Allemands des Sudètes ont été expulsés et l'église a été transférée aux protestants tchèques. En 1959, elle a été cédée à la bibliothèque de l'Université Palacký, et elle abrite aujourd'hui les archives de la Bibliothèque de recherche.